# 菲力斯·保耶
菲力斯·亞歷山大·保耶·華倫西亞（Félix Alexander Borja Valencia，1983年4月2日—），生於厄瓜多爾聖羅倫素，厄瓜多爾足球運動員，司職前鋒。

## 球會生涯
保耶於2001年在當地球會國家體育會展開球員生涯。到2006年登陸歐洲球壇轉會希臘超聯球會奧林比亞高斯，但其表現平平上陣23場僅錄得5球。
翌季，保耶加盟當時仍在德國乙組聯賽角逐的緬恩斯，並獲現時英超球會利物浦領隊高普指導達1個球季，而其足球理念使保耶大爆發，在聯賽和德國盃分别錄得22球和1球。
2014年，保耶轉會墨西哥超级聯賽球會普埃布拉，期間外借到美職球會美國芝華士，並上陣12場只錄得3球。
直到2015年12月28日，保耶與港超聯球會南華簽約1季半，並在1月17日對標準流浪的聯賽首度登場，可是他在完半場前就因傷被換出，最終都協助南華以2–0勝出。到2月13日對冠忠南區的聯賽盃8強取得加盟後的首個入球，協助南華以3–0勝出。
可是他表現不如預期，結果被取消註冊亞協盃的外援名單，更於2016年6月被南華解約。到2017年1月重返母會國家體育會。

## 國際賽生涯
保耶於2006年獲厄瓜多爾國家隊徵召，與前南華隊友摩拉出戰德國世界盃，並在6月20日對東道主德國國家隊的小組賽時上陣，結果厄瓜多爾以0–3落敗。
由於他在德國世界盃後的友誼賽中表現出色，甚至在2006年10月在瑞典對巴西國家隊中進球，令他再被厄瓜多爾國家隊徵召參加2007年美洲國家盃，並在小組最後一場對巴西國家隊中正選登場。

## 外部連結
- 香港足球總會網頁球員註冊資料 （页面存档备份，存于）